# Stijn Van Haecke
Stijn Van Haecke (Brasschaat, 26 maart 1979) is een Vlaamse acteur. Hij is de zoon van acteur Alex Van Haecke.
Stijn is verbonden bij Theater Zeemanshuis te Antwerpen waar hij de dagelijkse leiding op zich neemt. Hij speelde mee in tal van theaterproducties. Verder is hij ook regisseur en auteur.
Hij heeft geacteerd in Flikken, Wittekerke, Thuis, Witse en Spring. 
Series:
- Wittekerke (2000) als Hangjongere
- Spoed (2001) als Peter Mesen
- Familie (2002) als Juan
- Flikken (2002) als Pieter De Sutter
- Lili en Marleen (2003) als Rikki's vriend
- Wittekerke (2004-2006) als Kurt
- Witse (2005) als Jan
- Spring (2006) als Bastiaan "Bas"
- Ella (2010-2011) als Reporter
- Familie (2010-2011) als Benny De Potter
- Thuis (2013, 2015) als Verpleger Olivier
- Familie (2014) als Journalist
- Familie (2016) als Interviewer